# Selacofobia
La selacofobia (dal greco  Σελαχοειδή: squalo e φοβία: paura, etimologicamente "paura dello squalo") è il termine medico che indica la paura opprimente e persistente degli squali. Questa fobia fa parte del ramo dell'ittiofobia, ovvero la paura dei pesci, che a sua volta fa parte della zoofobia, la paura degli animali.

## Sintomi e comportamenti adottati
Questa fobia in genere provoca sintomi tra cui ansia, tachicardia, dispnea, tremori, iperventilazione, nausea, svenimento, sudorazione e vertigini. Nei casi più gravi, l’immagine di uno squalo, sia in fotografia che in video, è sufficiente per provocare un attacco di panico.
A soffrirne sono soprattutto i nuotatori, le persone a contatto con il mare o coloro che sono stati influenzati dal concetto che lo squalo sia un essere mangiatore di uomini. Altre volte la fobia è dovuta all'aspetto fisico dello squalo. Può estendersi alla paura dell'acqua, chiamata "idrofobia", che colpisce diverse persone che possono trovare serie difficoltà nel fare il bagno in mare aperto o a riva, ma anche nel praticare sport acquatici, anche in luoghi dove non sono presenti squali o sono state prese tutte le precauzioni. Nei casi più gravi, questa fobia spinge colui che ne soffre a non fare il bagno nemmeno in piscine situate nell'arco di pochi chilometri dal mare o dall'oceano. Alcuni soggetti possono anche aver paura soltanto di bagnarsi con dell'acqua per paura di un attacco.

## Nella cultura di massa
Può derivare dalle rappresentazioni mediatiche in cui gli squali vengono ritratti come assassini spietati. Questa fobia si è intensificata nel periodo in cui è uscito il film Lo squalo (1975), a cui seguirono, oltre ai sequel (Lo squalo 2, 3 e 4), numerosi film incentrati su squali assassini (L'ultimo squalo, Blu profondo, Shark - Il primo squalo, Red Water, Open Water e Under Paris). Lo squalo non solo ha causato il panico tra il pubblico, ma ha anche ingigantito la percezione sulla pericolosità dello squalo bianco e causato un grande massacro di squali in tutto il mondo. Ciò ha contribuito a un notevole calo della popolazione di squali bianchi in tutto il mondo, mettendo la specie in pericolo.
Tra i personaggi celebri vittime di questa fobia si ricordano gli attori Brad Pitt, Justin Timberlake, Christina Ricci, Tom Hiddleston e il cantautore Dario Brunori.

## Studi e statistiche
Sebbene non si sappia esattamente quante persone siano state diagnosticate con tale fobia, uno studio condotto nel 2015 ha rivelato che poco più della metà (51%) degli americani ha il terrore degli squali.
Nonostante il rischio statisticamente basso di attacchi di squali, la possibilità di interazione tra uomo e squalo contribuisce alla selacofobia. Nel 2018, la PETA ha pubblicato uno studio che ha rivelato che gli esseri umani hanno ucciso circa 100 milioni di squali in tutto il mondo nel corso dell'anno, mentre gli squali hanno ucciso un totale di soli cinque esseri umani segnalati. Sebbene la fobia possa non essere statisticamente razionale, gli esseri umani sono programmati per temere qualsiasi animale rappresenti una minaccia, innescando una reazione di attacco o fuga.

## Terapie e trattamenti
La selacofobia può essere trattata seguendo alcuni percorsi psicologici e terapeutici, come la terapia dell'avversione, la psicoterapia cognitivo-comportamentale, l'ipnoterapia e i farmaci in combinazione con altre terapie.